# Aleksiej Jabłoczkin
Aleksiej Nikołajewicz Jabłoczkin, ros. Алексей Николаевич Яблочкин (ur. 14 lutego?/27 lutego 1912 we wsi Rożki, w guberni moskiewskiej, Imperium Rosyjskie, zm. 1984 w Leningradzie, Rosyjska FSRR) – rosyjski piłkarz, grający na pozycji pomocnika, trener piłkarski.

## Kariera piłkarska
Wychowanek klubu Bolszewik Leningrad, w którym rozpoczął karierę piłkarską. W 1936 przeszedł do zespołu Krasnaja Zaria Leningrad, który potem nazywał się Elektrik. W 1941 roku przeniósł się do Zenitu Leningrad. W 1948 odszedł do Sudostroitiela Leningrad. W 1950 zakończył karierę piłkarza w klubie Tallinna Kalev.

## Kariera trenerska
Karierę szkoleniowca rozpoczął po zakończeniu kariery piłkarza. Najpierw pomagał trenować Tallinna Kalev i Tallinna Baltik Laevastik. Następnie prowadził Diewon Ufa, który potem zmienił nazwę na Stroitiel. W 1954 prowadził Tallinna Kalev, a od 1956 do 1958 Zenit Iżewsk. W 1958 dołączył do sztabu szkoleniowego klubu Trudowyje Riezierwy Leningrad, w którym pracował jako asystent, a w 1959 stał na czele klubu. Następnie prowadził kluby Mietałłurg Czerepowiec, Ilmień Nowogród Wielki, Zwiezda Perm i Spartak Ordżonikidze. W 1965 zdobył z reprezentacją Leningradu srebrne medale szkolnej Spartakiady ZSRR. Do czerwca 1966 kierował Zirką Kirowohrad. W 1967 został mianowany na stanowisko głównego trenera Neftchi Fergana, którym kierował do 1968 roku. Potem szkolił dzieci w Szkole Sportowej w Leningradzie.
Zmarł w 1984 w Leningradzie w wieku 72 lat.

## Sukcesy i odznaczenia

### Sukcesy piłkarskie
Elektrik Leningrad
- finalista Pucharu ZSRR: 1938

Zenit Leningrad
- zdobywca Pucharu ZSRR: 1944

### Odznaczenia
- tytuł Mistrza Sportu ZSRR